# Valleruela de Pedraza
Valleruela de Pedraza é um município da Espanha na província de Segóvia, comunidade autónoma de Castela e Leão, de área 9,64 km² com população de 67 habitantes (2004) e densidade populacional de 6,95 hab/km².

## Demografia
| Variação demográfica do município entre 1991 e 2004 | Variação demográfica do município entre 1991 e 2004 | Variação demográfica do município entre 1991 e 2004 | Variação demográfica do município entre 1991 e 2004 |
| --------------------------------------------------- | --------------------------------------------------- | --------------------------------------------------- | --------------------------------------------------- |
| 1991                                                | 1996                                                | 2001                                                | 2004                                                |
| 75                                                  | 78                                                  | 64                                                  | 67                                                  |